# Celtic Cup 2010 (Hockey)
Der Celtic Cup ist ein Hockeyturnier für Herren- und Damennationalmannschaften. 2010 fanden das zehnte Damen- und das elfte Herrenturnier statt. Das Damenturnier fand vom 5. bis 7. März in Nizza, Frankreich, das Herrenturnier vom 25. bis 27. Juni in Le Touquet statt. Bei den Damen gingen die Schottinnen als Rekordsieger und Titelverteidiger in das Turnier. Bei den Herren stellte Irland den Titelverteidiger und Rekordsieger.

## Männer

### Teilnehmer
- Frankreich
- Irland
- Schottland
- Wales

| Datum – Uhrzeit | Team 1     | Team 2     | Ergebnis |
| --------------- | ---------- | ---------- | -------- |
| 25. Juni        | Schottland | Frankreich | :        |
|                 | Irland     | Wales      | :        |
| 26. Juni        | Irland     | Wales      | :        |
|                 | Schottland | Frankreich | :        |
| 27. Juni        | Schottland | Wales      | :        |
|                 | Frankreich | Irland     | :        |

Tabelle
| Rang | Land       | Spiele | Tore | Differenz | Punkte |
| ---- | ---------- | ------ | ---- | --------- | ------ |
| 1    | Schottland | 0      | 0:0  | +0        | 0      |
| 2    | Irland     | 0      | 0:0  | +0        | 0      |
| 3    | Frankreich | 0      | 0:0  | −0        | 0      |
| 4    | Wales      | 0      | 0:0  | −0        | 0      |

## Frauen

### Teilnehmer
- Frankreich
- Irland
- Schottland
- Wales*

| Datum – Uhrzeit | Team 1     | Team 2     | Ergebnis |
| --------------- | ---------- | ---------- | -------- |
| 5. März         | Irland     | Frankreich | 3:2      |
|                 | Schottland | Wales*     | -        |
| 6. März         | Wales*     | Irland     | -        |
|                 | Schottland | Frankreich | 2:1      |
| 7. März         | Schottland | Irland     | 2:1      |
|                 | Frankreich | Wales*     | -        |

Tabelle
| Rang | Land       | Spiele | Tore | Differenz | Punkte |
| ---- | ---------- | ------ | ---- | --------- | ------ |
| 1    | Schottland | 2      | 4:2  | +2        | 6      |
| 2    | Irland     | 2      | 4:4  | +0        | 3      |
| 3    | Frankreich | 2      | 0:0  | −0        | 0      |
| 4    | Wales*     | 0      | 0:0  | −0        | 0      |

- Wales zog zurück.